# Ivan Supek
Ivan Supek (Zagreb, 8 de abril de 1915 – Zagreb, 5 de março de 2007) foi um físico, filósofo, escritor e humanista croata.

## Vida e educação
Supek nasceu em Zagreb, Croatia (pertencente então à Áustria-Hungria). Após completar o ensino médio em Zagreb em 1934, foi estudar em Viena por breve período, seguindo para Zurique para estudar matemática, física, biologia e filosofia. Gradativamente interessou-se por física quântica e suas consequências filosóficas, seguindo para a Universidade de Leipzig, onde obteve um doutorado em física, orientado por Werner Heisenberg. Trabalhou com problemas de supercondutividade, mas depois sua tese de doutorado foi sobre a condutibilidade elétrica em metais a baixa temperatura. Em março de 1941 foi preso pela Gestapo por envolvimento em atividades antifascistas e mantido em prisão durante muitos meses. Seus professores Werner Heisenberg, Friedrich Hund e Carl Friedrich von Weizsäcker intervieram para livra-lo da prisão. Imediatamente apó ser solto retornou para o Estado Independente da Croácia, não retomando suas pesquisas em física, focando em trabalhos sobre filosofia e literatura.

## Trabalho
Em 1946 tornou-se professor de física teórica na Universidade de Zagreb.
Supek morreu em 5 de março de 2007 em Zagreb, após longa doença.